# 莫里维莱 (默尔特-摩泽尔省)
莫里维莱（法語：Moriviller）是法国默尔特-摩泽尔省的一个市镇，属于吕内维尔区（Lunéville）热尔贝维莱县（Gerbéviller）。该市镇总面积7.24平方公里，2009年时的人口为95人。

## 人口
莫里维莱人口变化图示